# 日本の旬間一覧
日本の旬間一覧（にほんのじゅんかんいちらん）は、日本において○○旬間と呼ばれる行事、及び旬（10日間）を期間として行われる行事の一覧である。主に、官公庁が所管の一定の施策を集中して推進・啓発するために設けている場合が多い。また、記念日を中心として、その前後に期間が設定されているものも多い。

## 一覧
月毎に開始日順に列挙する。期間が10日間でないものについては括弧内に期間を付記する。以下のものは除外している。
- 個人が制定し実施するもの。
- 一部の地域のみで実施され、全国的な知名度を有さないもの。
- 企業や業界団体等が営利のみを目的に実施するもの。
- 継続的に実施されていない（されなかった）もの。

### 4月
- 春の全国交通安全運動 - 4月6日から4月15日まで[1]。

### 6月
- 電波利用環境保護周知啓発強化期間 - 6月1日から6月10日まで。電波の日を含む。旧称・電波利用保護旬間[2]。

### 7月
- 森と湖に親しむ旬間 - 7月21日から7月31日まで（11日間）[3]。

### 8月
- 平和旬間 - 8月6日から8月15日まで[4]。

### 9月
- 屋外広告物適正化旬間 - 9月1日から9月10日まで[5]。
- 空の旬間 - 9月20日から9月30日まで（11日間）。空の日（9月20日）を含む[6]。
- 漁船海難防止強化旬間 - 9月21日から9月30日まで[7]。
- 秋の全国交通安全運動 - 9月21日から9月30日まで[1]。

### 10月
- 鉄道の旬間 - 10月11日から10月20日まで。鉄道の日（10月14日）を含む[8]。

### 11月
- 障害者職業能力開発促進旬間 - 11月1日から11月10日まで。職業能力開発促進月間の一環として実施[9]。
- 港湾労働法遵守強化旬間 - 11月21日から11月30日まで[10]。

## かつて存在した旬間
- 出稼労働者福祉推進旬間 - 2月1日から2月10日まで[11]。
- テレコム旬間 - 6月1日から6月15日まで（15日間）。後に情報通信月間となった[12]。
- 海の旬間 - 7月21日から7月31日まで（11日間）[13]。海の日の制定とともに開始。後に海の月間となった。
- パートタイム労働旬間 - 11月1日から11月10日まで[14]。
- 納税者の声を聞く旬間 - 後に税を考える週間となった[15]。
- 船舶漏油事故防止推進旬間 - 後に海洋環境保全推進月間となった。